# Lespesia lata
Lespesia lata är en tvåvingeart som först beskrevs av Christian Rudolph Wilhelm Wiedemann 1830.  Lespesia lata ingår i släktet Lespesia och familjen parasitflugor.
Artens utbredningsområde är Uruguay. Inga underarter finns listade i Catalogue of Life.